# Język lenje
Język lenje (także język chilenje, chinamukuni, ciina, lengi, lenji lub mukuni) – język z rodziny bantu używany w zambijskiej Prowincji Centralnej, na obszarze mokradeł Lukanga. W 2006 r. posługiwało się nim 156 tys. osób.
Wyróżnia się dwa dialekty: lenje oraz twa, zwany też lukanga.